# Magaré
Magaré (románul Pelișor, németül Magarey) falu Romániában, Szeben megyében.

## Története
A falu környékén szkíta, kelta és dák leleteket tártak fel. Első írásos említése 1357-ből maradt fenn possessio Magare alakban. Gótikus stílusú csarnoktemploma a 15. században épült. Harangtoronyként az erődítmény bejárati tornyát használták, amely valószínűleg a 16. század elejéről származik. A kis harangon az 1512-es dátum látható.

## Lakossága
1850-ben 908 lakosából 376 német, 361 román és 166 cigány volt, 1992-ben a 479 lakosból 341 román, 119 cigány és 15 német.